# Orkun Kökçü
Orkun Kökçü, född 29 december 2000, är en turkisk fotbollsspelare som spelar för Beşiktaş, på lån från Benfica. Kökçü har även en äldre bror, Ozan Kökçü, som är fotbollsspelare.

## Klubbkarriär
Kökçü spelade som ung för Olympia Haarlem, EDO, Stormvogels och Groningen innan han kom till Feyenoord 2014. Kökçü debuterade och gjorde ett mål för Feyenoord den 27 september 2018 i en 4–0-vinst över VV Gemert i KNVB Cup. Den 9 december 2018 gjorde Kökçü sin Eredivisie-debut i en 4–1-vinst över FC Emmen, där han blev inbytt precis innan halvlek och sedan gjorde både ett mål och en assist.
I april 2019 förlängde Kökçü sitt kontrakt i Feyenoord fram till 2023. I juni 2020 förlängde han sitt kontrakt i klubben fram till sommaren 2025.
Den 10 juni 2023 värvades Kökçü av Benfica, där han skrev på ett femårskontrakt.
12 Juli 2025 lånades Kökçü ut till Süper Lig klubben Beşiktaş, med möjlighet att köpa.

## Landslagskarriär
Kökçü är en nederländsk ungdomslandslagsspelare och han spelade för U17, U18 och U19-landslaget.
I juli 2019 meddelade Kökçü att han valt att representera Turkiets landslag framöver. Kökçü debuterade för Turkiets U21-landslag den 6 september 2019 i en 3–2-förlust mot England. Kökçü debuterade för Turkiets seniorlandslag den 6 september 2020 i en 0–0-match mot Serbien i Nations League. I juni 2021 blev Kökçü uttagen i Turkiets trupp till EM i fotboll 2020.